# Гончар Петро Іванович
Гонча́р Петро́ Іва́нович (нар. 30 червня 1949, Лип'янка, Шполянський район, Черкаська область, Україна) — художник-монументаліст, живописець, музеєзнавець., генеральний директор НЦНК «Музей Івана Гончара» (з 1993 року), який підтримує й розвиває український фольклор, діяльність Київського кобзарського цеху.

## Біографія
Народився в сім'ї Григорія Макаровича і Онисії Олексіївни Гончарів. Петро Гончар — рідний небіж та прийомний син Народного художника України, заслуженого діяча мистецтв, скульптора, фундатора хатнього музею українських старожитностей Івана Макаровича Гончара (1911—1993).
У 1961–1967 рр. навчався в Республіканській художній середній школі, 1967–1970 рр. — в Київському державному художньому інституті (викладачі Микола Духновський, Василь Забашта).
З 1972 до 1993 року працював художником у Київському комбінаті монументально-декоративного мистецтва.
З 1987 року брав участь у виставках станкового живопису в Україні та за кордоном.
З 1988 року — член творчого об'єднання «Погляд».
З 1992 року належить до творчого об'єднання «Братство прп. Аліпія».
З 1992 року — член Національної Спілки художників України.
З 1993 року — директор Музею Івана Гончара (з 1999 року — Українського центру народної культури «Музей Івана Гончара»; з 2009 — Національного центру народної культури «Музей Івана Гончара»).
У 1995–2000 рр. навчався в Київському національному університеті культури і мистецтв.
З грудня 2008 до липня 2010 року входив до складу Комітету Національної премії України імені Тараса Шевченка.
З 2009 року — Заслужений діяч мистецтв України.
5 липня 2016 року став переможцем конкурсу з обрання генерального директора музею комунальної форми власності — Національного центру народної культури «Музей Івана Гончара» терміном на 5 років.
Лавреат Премії імені Героя України Михайла Сікорського Національної спілки краєзнавців України (2018).

## Родина
Одружений з Народною артисткою України Ніною Митрофанівною Матвієнко (1947—2023) (у шлюбі з 1971). Подружжя має трьох дітей — синів Івана (нар. 1973), Андрія (нар. 1974) і доньку Антоніну (нар. 1981). Сини пішли шляхом батька, обидва вони — художники. У 2005 році Іван Гончар прийняв постриг. Донька Антоніна Матвієнко — співачка, продовжує справу матері.

## Творчість
Основні роботи — у галузях монументально-декоративного мистецтва та живопису. Творчість художника базується на принципах школи Михайла Бойчука, Івана Задорожного та світоглядних формах наївного малярства. Розробив і втілив художньо-просторове рішення експозиції НЦНК «Музей Івана Гончара».
Твори:
- серії — «Українське весілля» (1991), «Дитинство», «Зруйновані храми Києва» (обидві — 1992);

- диптихи — «Присвята пам'яті Т. Бойчука» (1991), «Джерело» (1997); «Н. Матвієнко» (1989), «Аби, серце, із тобою», «Хто посіє і пожне, як не стане вже мене» (обидва — 1990), «Свято» (1994), «Ностальгія», «Веснянки» (обидва — 1996), «Мить вічності» (2000), «Та, яка квіти садить» (2001), «Райське дерево» (2004).

Роботи зберігаються у Запорізькому та Хмельницькому художніх музеях, приватних колекціях в Україні й за кордоном.
Брав участь у реконструкції розписів у відновленому Михайлівському Золотоверхому соборі в Києві.

## Вибрані виставки та проекти
2016
- Куратор проекту «Народна мудрість», Київ
- Участь у виставці «Контрасти метафор», Луцьк
- Участь у виставці «Великий перевіз. Резиденція», Львів
- Участь у виставці «У пошуках національної ідентичності», Хмельницький

2015
- Міжмузейна виставка «ВІКНА». Мистецький арсенал, Київ

2014
- Персональна виставка «Тополі». Галерея «АВС-арт», Київ[3]
- Куратор проекту «Український наїв» спільно з Л. Лихач. Виставка «Збережене сонце», Київ

2013
- Куратор проекту «Етнографічні небилиці». Виставка фуфайок. НЦНК «Музей Івана Гончара», Київ
- Виставка «IV Fine Art Ukraine». Мистецький Арсенал, Київ
- Виставка «Велике і величне». Мистецький Арсенал, Київ

2011
- Виставка «Великий перевіз. Резиденція». Галерея «Лавра», Київ

2007—2008
- Розписи церкви на честь ікони «Живоносне джерело» у Голосіївській пустині, Київ

2004
- Мистецька виставка «350 років по тому». Будинок художника, Київ

2003
- Розписи церкви у с. Вікторівка Маньківського р-ну Черкаської обл.

2002
- Мистецька виставка, Прага (Чехія)
- Мистецька виставка. Центральний музей-архів літератури і мистецтв України, Київ

2001
- Виставка до 10-річчя мистецького об'єднання «Світовид». Національний музей Тараса Шевченка, Київ
- Виставка до 10-річчя Незалежності України. Галерея «Лавра», Київ

1999—2001
- Розписи Михайлівського Золотоверхого собору, Софіївської дзвіниці, Успенського собору, Київ

1999
- Мистецька виставка родини Гончарів. Українське товариство охорони пам'яток історії та культури, Київ
- Барви творчості: Петро Гончар, Олександр Мельник, Володимир Онищенко. Галерея «Лавра», Київ

1997
- Міжнародний арт-фестиваль. Галерея «Лавра», Київ

1995
- Міжнародний конкурс картин за Програмою розвитку ООН. Представництво ООН в Україні, Київ
- «Пан-Україна». Друга міжнародна бієнале українського сучасного образотворчого мистецтва. «Панукраїнська галерея» Дніпропетровської організації спілки художників України, Дніпропетровськ

1994
- «Пречиста». Виставка братства прп. Аліпія. Український дім, Київ
- «Світовид». Виставка київських художників. Галерея «Київ», Київ
- Виставка-аукціон. Музей демократії, Берлін (ФРН)

1993—1994
- «Українська майстерня». Галерея «Київ», Київ

1993
- «Різдво». Виставка братства прп. Аліпія. Український Дім, Київ
- «Імпреза 93». Міжнародна бієнале, Івано-Франківськ
- «Великдень». Виставка братства прп. Аліпія. Український Дім, Київ
- «Біля яблуні». Виставка братства прп. Аліпія. Національний художній музей України, Київ
- «Хутір». Виставка Національної асоціації митців. Національний художній музей, Київ

1992
- «Причастя». Виставка братства прп. Аліпія. Будинок вчителя, Київ

1991
- «Відродження». Бієнале українського образотворчого мистецтва. Львівська картинна галерея, Львів
- Виставка художників України, Прага (Чехословаччина)
- «Шлях» — «Погляд». Виставка творчих об'єднань, музей Тараса Шевченка, Київ. Львівська картинна галерея, Львів
- «Єдність». 100 українських митців світу — 100-річчю українських поселень в Канаді. Національний художній музей, Київ

1990
- Республіканська художня виставка. Будинок художника, Київ
- Виставка українського мистецтва, Швеція

1989
- Республіканська художня виставка. Будинок художника, Київ
- Республіканська художня виставка, присвячена 175-річчю з дня народження Т. Г. Шевченка. Національний художній музей, Київ

1988
- Республіканська виставка «Мальовнича Україна», Полтава
- «Діалог через віки». Виставка творчого об'єднання «Погляд». Політехнічний інститут, Київ

1987
- Республіканська виставка акварелі та малюнку. Будинок художника, Київ.

## Публікації
Керівник проекту продовжуваного видання:
- Україна й українці: Полтавщина, Слобожанщина (Історико-етнографічний мистецький альбом Івана Гончара. — Київ: НЦНК «Музей Івана Гончара», ПФ «Майстер книг», 2015. — 328 с. Анотації до аркушів і передмова — українською, англійською та французькою мовами. Формат 24 х 34 см. Обкладинка — тверда, у футлярі).
- Україна й українці: Київщина Лівобережна (Історико-етнографічний мистецький альбом Івана Гончара. — К.: УЦНК «Музей Івана Гончара», ПФ «Оранта», 2007. — 272 с. Анотації до аркушів і передмова — українською, англійською та французькою мовами. Формат 24 х 34 см. Обкладинка — тверда, у футлярі).
- Україна й українці: Галичина, Буковина (Історико-етнографічний мистецький альбом Івана Гончара. — Київ: УЦНК «Музей Івана Гончара», ПФ «Оранта», 2007. — 314 с. Анотації до аркушів і передмова — українською, англійською та французькою мовами. Формат 24 х 34 см. Обкладинка — тверда, у футлярі).
- Україна й українці: Вибрані аркуші (Історико-етнографічний мистецький альбом Івана Гончара (вибрані аркуші). — Київ: УЦНК «Музей Івана Гончара» / друге видання. — К.: УЦНК «Музей Івана Гончара», ПФ «Оранта», 2008. — 344 с. Анотації до аркушів і передмова — українською, англійською та французькою мовами. Формат 24 х 34 см. Обкладинка — тверда, у футлярі).
- Україна й українці: Вибрані аркуші (Історико-етнографічний мистецький альбом Івана Гончара (вибрані аркуші). — Київ: УЦНК «Музей Івана Гончара», ПФ «Оранта», 2006. — 344 с. Анотації до аркушів і передмова — українською, англійською та французькою мовами. Формат 24 х 34 см. Обкладинка — тверда, у футлярі).

Керівник проекту видань:
- ІВАН ГОНЧАР (Спогади про І. М. Гончара). — Київ, УЦНК «Музей Івана Гончара», 2007. — 576 с. Формат 20,5 х 29 см. Обкладинка тверда.

Співавтор видань:
- «Панас Ярмоленко. Портрет мого краю». — Київ: Родовід, 2006.

Художній редактор видань:
- Шевченків край: історико-культурологічні нариси. — К.: УЦНК «Музей Івана Гончара», ГО «Фонд Івана Гончара», ПП "Верещинські, 2005. — 520 с.: іл., ноти.

Каталоги:
- Українська народна ікона з колекції Музею Івана Гончара: Каталог виставки / Упор. П. Гончар, авт. тексту Р. Забашта. — К., Луганськ: Музей Івана Гончара, ТОВ «Знання», 1999. –28 с., іл.
- Барви творчості. Петро Гончар. Олександр Мельник. Володимир Онищенко: Каталог виставки. К., 1999.

## Інтерв'ю
- Петро Гончар про батька [Архівовано 3 березня 2017 у Wayback Machine.]
- Усі свої невдалі роботи я спалив — Петро Гончар [Архівовано 10 липня 2017 у Wayback Machine.]
- Петро Гончар: ми вже давно незалежні, навіть у своїй вірі [Архівовано 3 березня 2017 у Wayback Machine.]
- Петро Гончар: «Вся біда українців в тому, що ми не сформувались як нація» [Архівовано 3 березня 2017 у Wayback Machine.]
- Петро Гончар: Увесь авангард побудований на народному мистецтві [Архівовано 5 листопада 2015 у Wayback Machine.]
- Петро Гончар, інтерв'ю. «МАРІЯ НЕЛЕП: „Я МАЛЮЮ ТАК, ЯК ВАМ ПОДОБАЄТЬСЯ“» [Архівовано 3 березня 2017 у Wayback Machine.]
- Петро Гончар доносить народну творчість України в усіх її проявах [Архівовано 3 березня 2017 у Wayback Machine.]
- Петро Гончар і його вікна. Громадське. Інші [Архівовано 6 квітня 2017 у Wayback Machine.]
- Петро Гончар: «Я довів те, що це наша національна ідея — фуфайка» [Архівовано 3 березня 2017 у Wayback Machine.]
- Петро Гончар: «Робота має бути пропущена не тільки через розум, але і серце»